# Iván Tovar
Iván Tovar (San Francisco de Macorís, 28 de marzo de 1942- Santo Domingo, 13 de abril de 2020) fue un  pintor dominicano considerado como el máximo representante del surrealismo en República Dominicana, Centroamérica y el Caribe. Es el artista visual dominicano de mayor cotización a nivel internacional de todos los tiempos.

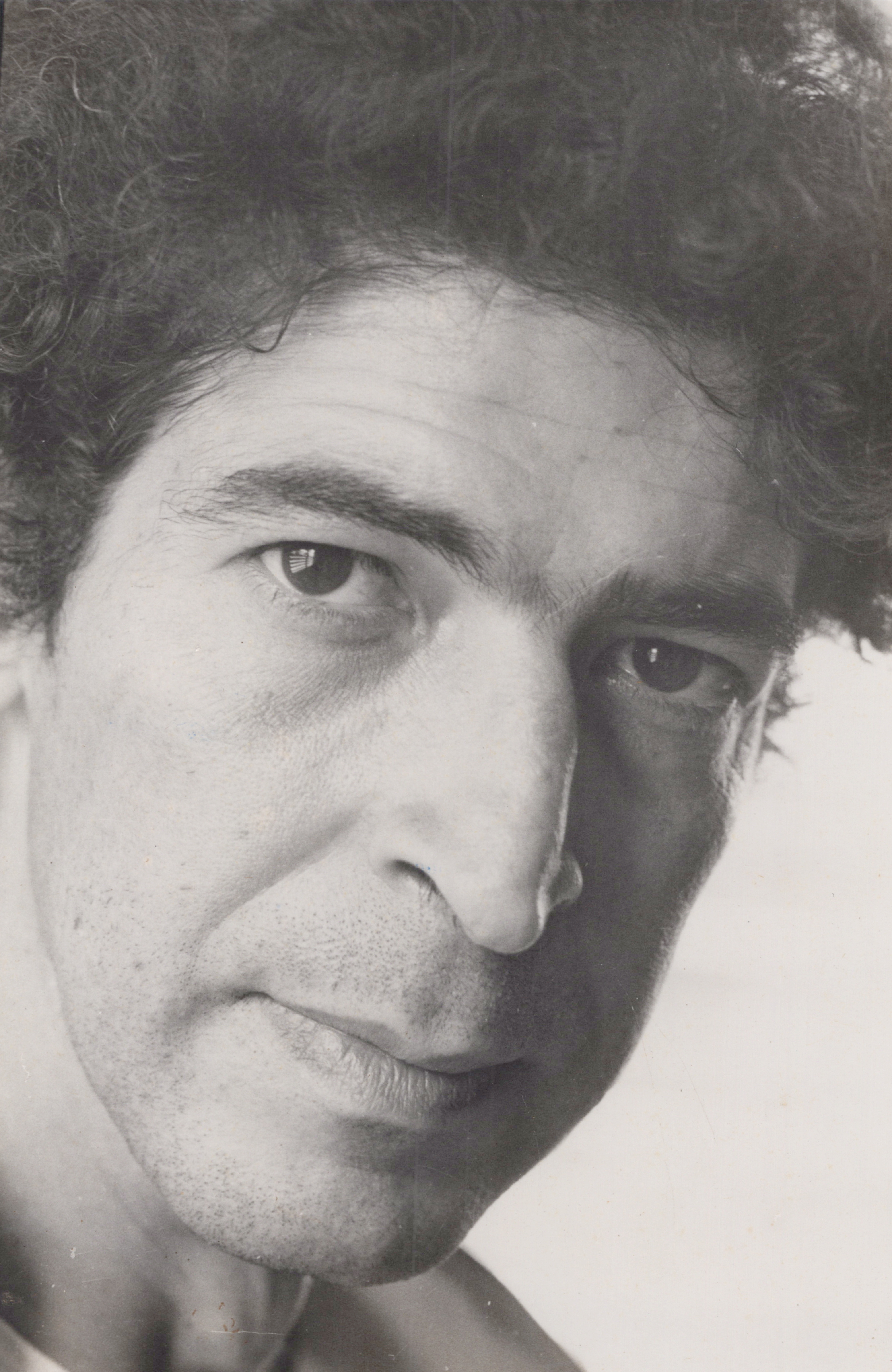
Fotografía de Ivàn Tovar

## Biografía
Nació en el municipio de San Francisco de Macorís en la parte norcentral de la República Dominicana el 28 de marzo de 1942 en el seno de una familia de clase media. Desde temprana edad mostró inclinación hacia las artes visuales, especialmente la pintura. Se graduó en la Escuela Nacional de Bellas Artes de Santo Domingo en 1959. Poco tiempo después en el 1963 emigró a París, Francia tras haber conseguido una beca gracias a la Alianza Francesa de Santo Domingo, y luego de perfeccionar sus estudios en ese país, vivió allí más de una década.
Retornó a su país natal en la década de los años 80 del siglo XX, y murió en la ciudad de Santo Domingo en abril del 2020 a la edad de 78 años aquejado de distintos problemas de salud. Poco tiempo después la prestiogiosa casa de subastas Sothebys subastó la obra "La Menance" de 1974 alcanzando un máximo histórico de US$250,000.

## Primeros Años
Nació el 28 de marzo de 1942, a las 5:00 a. m. según los registros oficiales, aunque en su poema biográfico menciona las 5:30 a. m. Este detalle, más allá de precisar el momento exacto, refleja su inclinación por jugar con el tiempo. Su infancia temprana transcurrió en San Francisco de Macorís, su ciudad natal, trasladándose luego con su familia a Santo Domingo.
Es importante tener en cuenta que Iván Tovar creció al cuidado de su madre, ya que su progenitor falleció poco después de su concepción. Su padre, José Francisco Tovar, era de ascendencia española, mientras que su madre, Francisca Ynoa (doña Fella), era hija natural de Juan Llabaly, un palestino de Nazaret dedicado a la producción de cacao en San Francisco de Macorís.
Doña Fella enviudó muy joven, quedando desamparada con sus tres primeros hijos: Francisco, Franklin y el pequeño Iván. El padre de sus vástagos desapareció camino Haití. Este hecho ha quedado poco refrendado, pero lo cierto es que marcó la vida de Iván Tovar, persiguiéndole como una sombra tormentosa hasta el final de sus días. 
El arte se convirtió en el epicentro de la vida de Tovar y su consecuente deseo por formarse en este campo, lo motivaron a permanecer en la Escuela Nacional de Bellas Artes (ENBA), al tiempo de asistir a la academia, a los 15 años -empezó- a trabajar en una fábrica de cerámica. Ahí decoraba platos, tazas y cosas.
En 1959, alcanzó el segundo premio de pintura por su óleo sobre lienzo “Negritas en el balcón”, además de recibir una mención de honor por su obra “Lluvia” realizada en cemento 

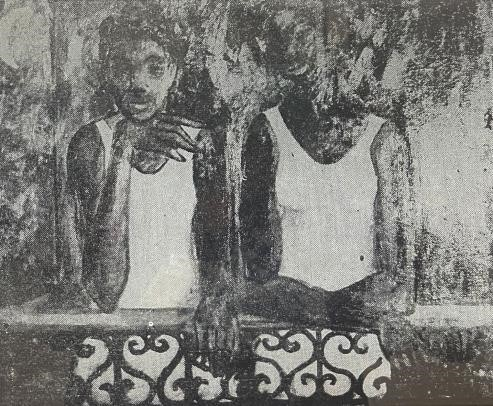
Óleo sobre lienzo, S/m. Curso ENBA 1958/1959

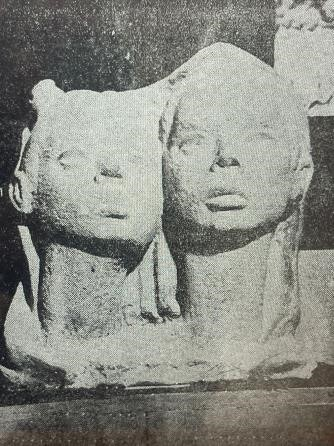
Lluvia, 1959 escultura en cemento vaciado, 39 x 36 x 18 cm Colección Ivan García Curso ENBA 1958 1959

Revisar la etapa académica de Tovar, deja claro que no siempre fue surrealista; ensayó con varios modelos representacionales, asumiendo con el tiempo diversos estilos. En un momento fue, tal vez, el más figurativo de su generación, lo que se aprecia en la obra Composición (1960). Sin embargo, al constatar su vitalidad para construir un universo paralelo y desenfadado, se puede confirmar que fue creando un espacio sin límites, determinado por las emociones y el pragmatismo estético del drama humano respecto a la existencia.  

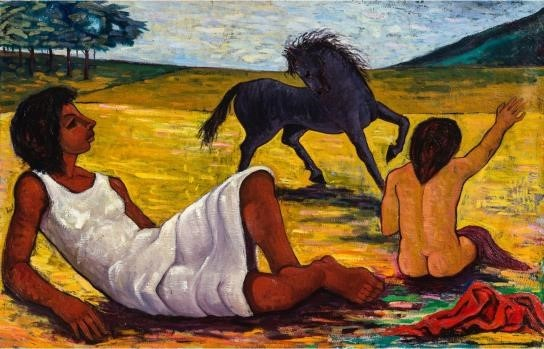
Composición, Óleo sobre lienzo, 92 x 141 cm., 1960,

Iván mostró una inclinación natural por los tonos tierras que se mantuvo presente en su paleta con algunas variaciones. Estas tonalidades que abarcan desde el amarillo pálido hasta el marrón rojizo, poseen una calidez y una naturalidad que aportan a las piezas una dimensión simbólica y emocional, invitando al espectador a una reflexión introspectiva. En sus obras hay fragmentos figurativos que aluden a la sexualidad, delineando más de una vez los pechos femeninos. Y es que sus líneas curvas, punzantes y definidas, presentan universos bestiales cargados de mito y fascinación. 

## París
Para comprender la dimensión de este creador, debemos seguir su línea de tiempo, sin perder de vista que la década de 1960 fue clave en el posicionamiento de su carrera artística y la definición de su estilo. Sobre todo, luego de fijar domicilio en París en 1963, a través de un crédito educativo. 

Llegué a París con el cabal de influencias de Hernández Ortega, Wifredo Lam y con muchos deseos y entusiasmo de enfrentar París, que es una ciudad dura pero te ofrece toda su cultura y la posibilidad de encontrar nuevas dimensiones de la vida. El primer pintor que me cautivó con la atmósfera que envuelven sus cuadros de luz y color fue Johannes Vermeer –(1632-1675)-. En él encontré la poesía del silencio .
Ivàn tovar

En su constante búsqueda de nuevas influencias y perspectiva, quedó hechizado al contemplar La jungla (1943) del reconocido artista cubano Wifredo Lam (1902-1982). Esta obra maestra, con su mezcla de surrealismo y afrocubanismo, no solo capturó la imaginación de Tovar, sino que también resonó profundamente con su propio enfoque en la integración de elementos oníricos y culturales en el arte. La conexión entre Tovar y Lam se fortaleció cuando, tiempo después, ambos artistas se conocieron en París. Este encuentro fue propiciado por la estrecha relación de Tovar con el escultor cubano Agustín Cárdenas (1927-2001), otra figura destacada del arte moderno. La interacción con estos influyentes creadores no solo enriqueció su visión artística, sino que también consolidó su lugar dentro del movimiento surrealista internacional.
De la obsesión de Tovar por La jungla, se desprende un conjunto de obras donde el artista repasará insistentemente fondo y figura, desarrollando una influencia muy marcada con relación a la producción de Wifredo Lam que, al mismo tiempo, encuentra un símil en las obras de Hernández Ortega y Gausachs. De esta etapa, se conservan registros de la pieza “Antillas” (1963), presentada en la III Bienal de París. Se trata de una composición sugerente donde Tovar ensaya con figuras antropomorfas dando mayor relevancia al dibujo y relegando el fondo a las figuras para ofrecer “una interesante visión del mundo de los trópicos”. Digamos que es una alegoría a ese Caribe idealizado visto desde París.
Una vez en París, Iván Tovar experimentó una amalgama de influencias. Enfrentar la ciudad suponía un desafío, pero la promesa de desvelar nuevas facetas de la existencia a través de su vasta cultura lo motivaba. En medio de ese torbellino, se encontró con la obra de Johannes Vermeer, cuyos lienzos saturados de luz y color lo cautivó profundamente, marcando así un hito significativo en su exploración artística.
Este asomo fortuito con Vermeer, se complementó con su viaje a Grecia en 1965, permaneciendo por espacio de tres meses en Corfú donde pintó varios cuadros. En esta etapa empezó a explorar en la escala de grises influenciado por la obra del artista italiano Giorgio Morandi (1890-1964). A partir de entonces, pintó cuadros monocromos experimentando con los grises que es donde se encuentra el equilibrio de los tonos que luego se van agregando hasta crear la gama que emocionalmente define cada obra.

Estas nuevas conquistas a nivel compositivo le prepararon para futuros reconocimientos en el ámbito del arte, pues residenciado en París, en 1968, decidió participar en la IV edición del Concurso de Arte Eduardo León Jimenes con su dibujo "El tercer escalón" (1967), el cual  alcanzó el segundo lugar. Este prestigioso premio no solo confirmó su habilidad artística, sino que también lo posicionó como una figura prominente en el contexto dominicano y le abrió las puertas a nuevas oportunidades para su desarrollo profesional.

El jurado de selección estuvo integrado por Rafael Squirru, crítico de arte argentino y director del Departamento de Asuntos Culturales de la Unión Panamericana, también formó parte José Luis Cuevas, afamado escritor y artista mexicano, así como el periodista dominicano Pedro René Contín Aybar, quien además fungió como organizador del evento. Actualmente, la obra “El tercer escalón” es parte de la colección del Centro Cultural Eduardo León Jimenes en Santiago de los Caballeros.
La obra de referencia revela la inclinación de Tovar hacia la técnica de la tinta china, conocida por su exigencia y precisión, ya que requiere un dominio completo del trazo y una atención meticulosa a los detalles. Una vez más demostró su destreza al trabajar con esta técnica, utilizando sutiles variaciones de tono y línea para crear composiciones visualmente impactantes.
Además, el hecho de que haya utilizado el puntillismo en otras obras basadas en su trabajo en tinta china es un testimonio de su versatilidad como artista. 

Su residencia en París resultó ser el punto neurálgico para dejar fluir sus inquietudes y dar paso a la imaginación. Las formas que empezaron a poblar sus configuraciones responden a su dominio de las conquistas semánticas y expresivas de la línea en tanto elemento estructural del cuadro. Le atrajo el volumen y la espacialidad develando así un universo referencial.

De hecho, fue el influjo desplegado por sus formas sinuosas, correctamente trazadas y coloridas sobre fondo oscuro, lo que impresionó al crítico de arte francés José Pierre (1927-1999), quien escribió para el catálogo de la primera muestra individual de Tovar en París, celebrada en la Galería 3 + 2 en 1969.
La totalidad de las piezas que integraron la exposición en la Galería 3 + 2 de París fueron vendidas con excepción de una: La chaise adulte (1969). Tovar quiso conservar la pieza, la cual deviene un monumento al propio movimiento surrealista. El rol de la silla en tanto objeto en la pintura, pasó a ser un símbolo cargado de significado. Desde los primeros días del movimiento, las sillas han sido utilizadas como elementos recurrentes en las obras de artistas como Salvador Dalí, René Magritte, Max Ernst, Wifredo Lam, entre otros. Estos artistas exploraron el potencial simbólico de las sillas para representar la psique humana, la dualidad de la realidad y el inconsciente, y la transformación de objetos cotidianos en imágenes de extrañeza y misterio.
Tras el éxito de su primera muestra individual en París, en 1970, Tovar fue invitado para participar en un proyecto itinerante en Suecia titulado: Surrealism?. En este evento, compartió escenario con reconocidos artistas surrealistas de la época, incluyendo a Jean Claude Silbermann (1935), Hervé Telemaque (1937-2022), Theo Gerber (1928-1997) y Ragnar von Holten (1934-2009). Las obras de este colectivo fueron presentadas en el Moderna Museet de Estocolmo, en el Konsthall Göteborg y en el Moderna Museet Malmö de Suecia Galeria.
Esta colaboración resultó significativa no solo por la oportunidad de exhibir junto a figuras prominentes del surrealismo contemporáneo, sino también porque marcó un punto de inflexión en la carrera de Tovar. A partir de esta exposición itinerante comenzó a ser considerado como un surrealista. Este reconocimiento no solo le otorgó una identidad dentro del propio movimiento, validando su estilo y su contribución a la evolución del surrealismo en la escena internacional.
La inclusión de Iván Tovar en enciclopedias sobre el surrealismo valida su importancia como artista y lo sitúa dentro de un contexto histórico y artístico más amplio. Es referido en el  "Dictionnaire général du surréalisme et de ses environs" editado por Adam Biro y René Passeron (1982), así como en el "Dictionnaire des peintres, sculpteurs, dessinateurs et graveurs" de Bénézit (1976). También aparece en libros como "The Imagery of Surrealism" de J. H. Matthews (1977), y "Surrealism: Two Private Eyes. The Nesuhi Ertegun and Daniel Filipacchi Collections" editado por Timothy Baum y otros (1999).
Estas enciclopedias ofrecen un reconocimiento a su obra y su influencia en el desarrollo y la evolución del surrealismo como movimiento artístico. Además, proporcionan una plataforma para que académicos y críticos de arte profundicen en su trabajo y lo estudien en el contexto de otros artistas y tendencias surrealistas, lo que contribuye a la preservación de su legado y su lugar en la historia del arte.
En 1971 la Galería Veranneman de Bruselas presentó un conjunto de obras del artista, acompañadas de las reflexiones de José Pierre, iniciando así un largo camino de acompañamiento a su labor creadora.
La década de 1970 marcó un punto crucial en la trayectoria artística de Iván Tovar, durante la cual logra una notable presencia tanto en exposiciones individuales como colectivas a nivel internacional. Este período se caracterizó por una intensa actividad expositiva. Sus exposiciones individuales en galerías de renombre como la Galerie Albert Loeb en París[5] y la Harriet Griffin Gallery en Nueva York, así como su participación en importantes eventos colectivos como "22 pintores surrealistas" en la Galerie Le Triskèle y "Surrealism unlimited 1968-1978" en el Camden Arts Center, destacan su relevancia en la escena artística mundial.

Estas oportunidades de exhibición le brindaron a Tovar una plataforma para compartir su visión única del surrealismo y expandir su influencia en el ámbito del arte moderno. Además, su participación en eventos significativos como "Imagination 78" en el Museo de Bochum, Alemania, y "Wozu" en la Galerie Nina Dausser en París, así como en la exposición conmemorativa "Presencia viva de Wolfgang Paalen" en el Museo Carrillo Gil, México, D. F., junto con su presentación en la Galería Minotauro en Caracas, Venezuela, y la Galerie Seine en París, resaltan su presencia a nivel internacional.

Residiendo en París, Tovar participó en varios proyectos editoriales, destacando su colaboración con José Pierre en el libro-objeto Qu’est-ce que Thérèse? C’est le marronnier en fleurs. Se trata de una contribución significativa al campo del arte y la crítica cultural. Publicada en 1974, esta obra ofrece una exploración profunda y reflexiva sobre la naturaleza del arte y su papel en la sociedad contemporánea. 

## República Dominicana

### Primer Matrimonio
En 1979, Iván Tovar regresó a la República Dominicana y contrajo matrimonio con la periodista Emely Tueni, una unión que marcó un período significativo en su vida y carrera artística, extendiéndose por 8 años. Durante este tiempo, Emely se convirtió en un pilar fundamental para Tovar, brindándole un sólido respaldo en el impulso de su trayectoria artística.
En este periodo Tovar se sumergió en el mundo del arte objeto, estableciendo un taller en Haina con el generoso respaldo de sus principales mecenas. Este entorno creativo le permitió explorar nuevas dimensiones artísticas y presentar un compendio de obras definidas, auténticas e inconfundibles.
Segundo Matrimonio
En 1987, Iván Tovar inició un nuevo capítulo en su vida al contraer segundas nupcias con la reconocida actriz, productora, directora y maestra de teatro, María Castillo. La colaboración y apoyo de María han sido fundamentales en la promoción y difusión de las obras de Tovar durante las últimas tres décadas. De esta unión nació en 1988, Daniela, quien, desde su llegada, fue una fuente de inspiración para el artista. En 1989, Tovar tituló una obra, con su nombre, demostrando así el profundo impacto que tuvo la llegada de su hija en su vida y su arte.
Tovar trabajó la escultura a partir del reciclaje de piezas mecánicas como una expresión artística que combina la creatividad con la conciencia ambiental. En lugar de desechar piezas como tornillos, engranajes, resortes y otros componentes, el artista lo reutilizaba y transformaba en obras de arte únicas.
La Galería de Arte Moderno de Santo Domingo, actual Museo de Arte Moderno, se convirtió en el escenario para cuatro exposiciones individuales de Tovar, llevadas a cabo en los años 1980, 1981, 1986 y 1987 respectivamente. Estas muestras destacaron no solo la evolución técnica y conceptual del artista, sino también su habilidad para capturar la luminosidad y el colorido característicos del trópico dominicano.
En 1986, además de la muestra individual en la Galería de Arte Moderno con texto de Philippe Audoin, sus trabajos fueron acogidos en varias exposiciones colectivas como “Espacios de nuestro tiempo” en la Galería 1900-2000 en París. También participó en la propuesta “Cambiar la mirada” en el Museo de Cahors en Francia, así como en el Museo Arte Alvar y Carmen T. Carrillo Gil en México.
Ese mismo año, es decir, en 1986, Tovar participó en la muestra “40 artistas en el Centro de Arte Sebelén”, propuesta que dio apertura a un nuevo espacio galerístico en Santo Domingo. A partir de este momento, el artista se vinculó al galerista Ranier Sebelén quien se ocupó de representar sus trabajos de manera exclusiva hasta inicios de la década de 1990, posicionando el valor de sus obras en el mercado dominicano, a través de un acuerdo de mecenazgo con el coleccionista Isaac Lif. 
En 1999, su obra Fenêtre peinte (1971) formó parte de la exhibición “Surrealism: Two Private Eyes. The Nesuhi Ertegun and Daniel Filipacchi Collections” presentada en el Solomon R. Guggenheim Museum de Nueva York. Fue el único dominicano considerado entre los máximos representantes del surrealismo a nivel internacional, compartiendo escenario con René Magritte, Paul Klee, Salvador Dalí, Joan Miró, Max Ernst, Man Ray, Roberto Matta, Wifredo Lam, Agustín Cárdenas, entre otros grandes exponentes. 
Para el 2001, George Nader presentó el libro-catálogo “Iván Tovar”, una publicación de lujo  con un texto especializado del reconocido crítico de arte francés Jean-Michel Goutier (1935-2020), por medio del cual se registró un amplio compendio de obras de las diferentes etapas creativas de Tovar. El catálogo permite apreciar la evolución y el desarrollo estilístico del artista a lo largo de los años.
El ensayo de Jean-Michel Goutier ofrece una mirada poética sobre la trayectoria del artista, destacando momentos clave de su carrera. Goutier contextualiza el paso de Tovar por la Escuela Nacional de Bellas Artes y su llegada a París en un momento decisivo para su desarrollo profesional. Profundiza en la interpretación del universo surrealista de Tovar, analizando sus símbolos y signos, y relacionándolos con la obra de otros artistas y pensadores. Además, hace referencia a los octosílabos de Germain Nouveau para resaltar el vínculo entre la pintura de Tovar y la poesía, subrayando su condición de poeta.
De hecho, la inclusión de Iván Tovar en el libro "Poèmes d'artistes", una antología que reúne los poemas más notables escritos por artistas a lo largo de los siglos, subraya la relevancia de su obra más allá de la pintura. Esta selección, presentada por Gérard Durozoi y Jean-Clarence Lambert, destaca la interdisciplinariedad de las artes y cómo diversas formas de expresión artística se entrelazan para perseguir objetivos comunes, un concepto ya vislumbrado por Kandinsky en 1912 como bien lo apuntan los autores de la obra. 
El ensayo de Jean-Michel Goutier ofrece una mirada poética sobre la trayectoria del artista, destacando momentos clave de su carrera. Goutier contextualiza el paso de Tovar por la Escuela Nacional de Bellas Artes y su llegada a París en un momento decisivo para su desarrollo profesional. Profundiza en la interpretación del universo surrealista de Tovar, analizando sus símbolos y signos, y relacionándolos con la obra de otros artistas y pensadores. Además, hace referencia a los octosílabos de Germain Nouveau para resaltar el vínculo entre la pintura de Tovar y la poesía, subrayando su condición de poeta.
De hecho, la inclusión de Iván Tovar en el libro "Poèmes d'artistes", una antología que reúne los poemas más notables escritos por artistas a lo largo de los siglos, subraya la relevancia de su obra más allá de la pintura. Esta selección, presentada por Gérard Durozoi y Jean-Clarence Lambert, destaca la interdisciplinariedad de las artes y cómo diversas formas de expresión artística se entrelazan para perseguir objetivos comunes, un concepto ya vislumbrado por Kandinsky en 1912 como bien lo apuntan los autores de la obra. 
Uno de los anhelos de Tovar fue exponer junto a su amigo, el también artista surrealista Eugenio Fernández Granell, a quien conoció en un viaje a Nueva York en 1983. Aunque este deseo fue compartido por ambos, no se concretó. Para no dejar en el olvido la posibilidad de un proyecto conjunto, en 2014 se presentó “Tovar Antológica” en el Museo Fundación Eugenio Granell en Santiago de Compostela, España.
En 2017 la obra de Iván fue recibida con entusiasmo en Madrid por la Galería David Bardía. Esta exposición permitió compartir su obra con una audiencia más amplia y diversa, consolidando su presencia en el panorama artístico contemporáneo.
El Ministerio de Cultura de la República Dominicana EN 2018, distinguió a Iván Tovar con el Premio Nacional de Artes Visuales. Este reconocimiento oficial no solo destacó su contribución al arte dominicano, sino que también confirmó su lugar como uno de los artistas más destacados y respetados de su generación.

## Obras
Sus obras se han exhibido en Estocolmo, Luxemburgo, Nueva York, Miami, Chicago y  San Juan, Puerto Rico. También en Lisboa y Vilamoura en Portugal; en Venecia y Roma en Italia; en París, Cahors, Nimes y Lyons en Francia; en Basilea, Oslo y Copenhagen. Asimismo, se han presentado en Madrid y Santiago de Compostela en España, al igual que en Bruselas, Londres, Colonia, Caracas, Montreal, Chile, México, Ecuador y, por supuesto, en República Dominicana, conservándose valiosos ejemplares de sus piezas en el Museo de Arte Moderno y en el Museo Bellapart en Santo Domingo, así como en el Centro León Jimenes en Santiago de los Caballeros, el BAM -Museo de las Bellas Artes de Mons en Bélgica, el Museo de Arte Moderno de París, MAC/VAL -Museo de Arte Contemporáneo del departamento de Val-de-Marne- en las cercanías de París, Centro Nacional de Artes Plásticas de Francia, entre otros.

Iván Tovar desarrolló una obra minuciosa, centrada en el detalle y lo genuino.  Supo nutrirse de las fuentes referenciales de su momento histórico y, al mismo tiempo, redefinió las bondades de sus contemporáneos, explorando nuevos senderos.

## Legado
El legado de Iván Tovar perdura a través de su extensa obra, que sigue siendo apreciada y estudiada por su profundidad conceptual y su habilidad técnica. Su contribución al arte dominicano y su impacto en el panorama artístico internacional lo sitúan como una figura destacada en la historia del arte del siglo XX.La totalidad de las piezas que integraron la exposición en la Galería 3 + 2 de París fueron vendidas con excepción de una: "La chaise adulte" (1969). Tovar decidió conservar la pieza, la cual se convirtió en un monumento al propio movimiento surrealista. El rol de la silla como objeto en la pintura pasó a ser un símbolo cargado de significado. Desde los primeros días del movimiento, las sillas han sido utilizadas como elementos recurrentes en las obras de artistas Como Salvador Dalí, René Magritte, Max Ernst, Wifredo Lam, entre otros. Estos artistas exploraron el potencial simbólico de las sillas para representar la psique humana, la dualidad de la realidad y el inconsciente, así como la transformación de objetos cotidianos en imágenes de extrañeza y misterio.
En este contexto, la obra de Tovar, especialmente su silla de 1969, se presenta como una contribución significativa al legado surrealista. Al integrar elementos femeninos en la propia estructura del objeto y al representar un seno tentado por un cuchillo, Tovar infunde a este objeto común con una carga simbólica profunda. La silla, erigida como una bestia y un trono sobre mosaicos en rojo y azul, con un fondo decorado con cortinas, adquiere una cualidad onírica y perturbadora que evoca las imágenes surrealistas características del movimiento.
Esta obra de Tovar, al situarse dentro del contexto del surrealismo y dialogar con las representaciones de sillas realizadas por otros artistas del movimiento, revela su habilidad para trascender los límites de la realidad y explorar los rincones oscuros de la psique humana. A través de su silla, no solo se integra en la historia del surrealismo, sino que también enriquece su legado con una nueva perspectiva y una expresión única de su propia estética.

## Últimos años
Vivió entre París, Santo Domingo y Jarabacoa. Los últimos tres años de su vida permaneció en Santiago de Compostela en España, regresando a Santo Domingo delicado de salud donde falleció el 13 de abril de 2020. 

Definitivamente, sus imágenes plásticas empezaron donde terminó su palabra. Fue un poeta visual cuyos versos extendió a su arte. En su universo, el poeta inspiró las obras.

## Galería

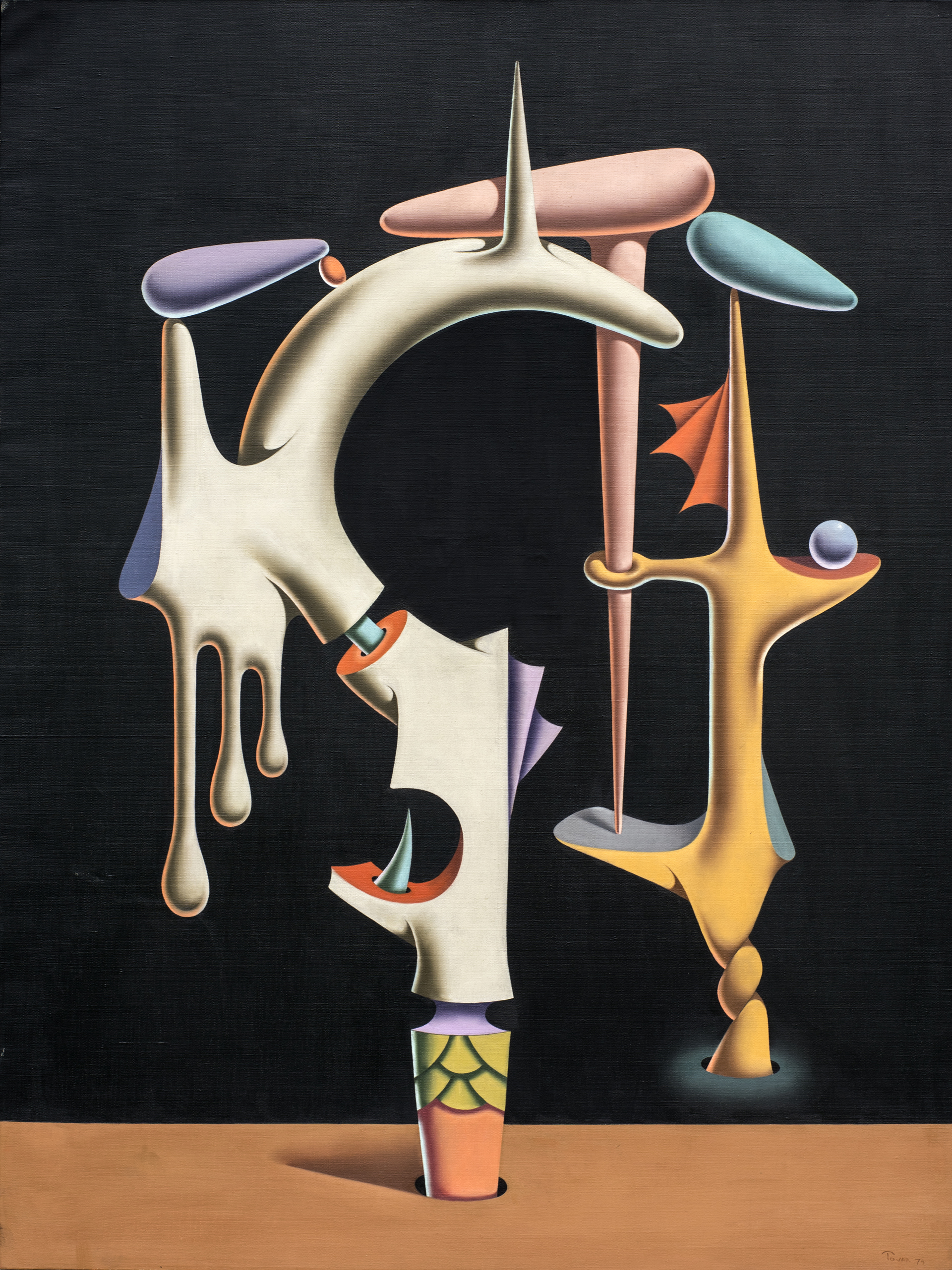
La gorge du refus ,1974       Óleo sobre lienzo 130 x 97 cm Colección Familia Rizek Guerrero
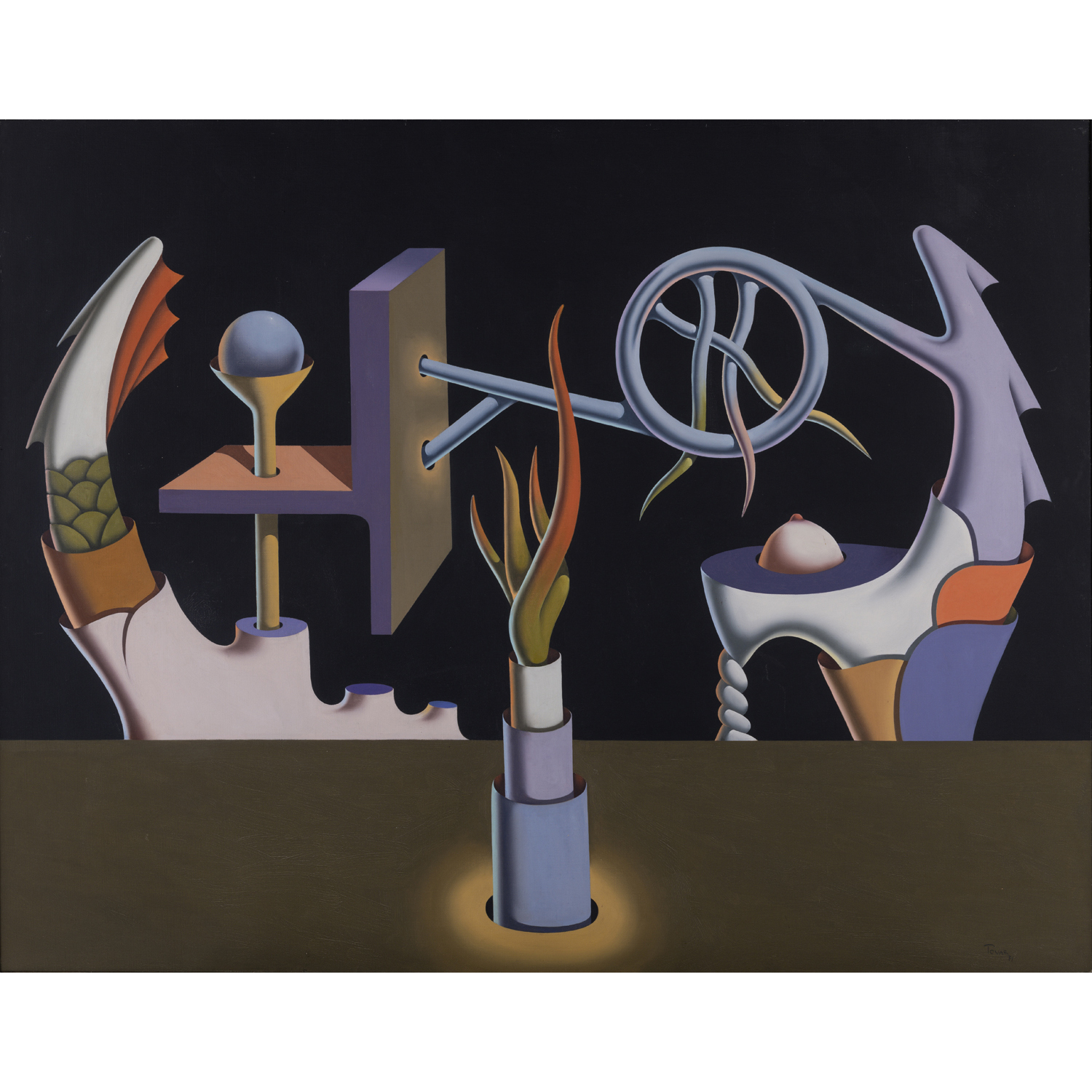
L’ hermaphrodite double, 1971     Óleo sobre lienzo 114 x 145 cm. Colección privada
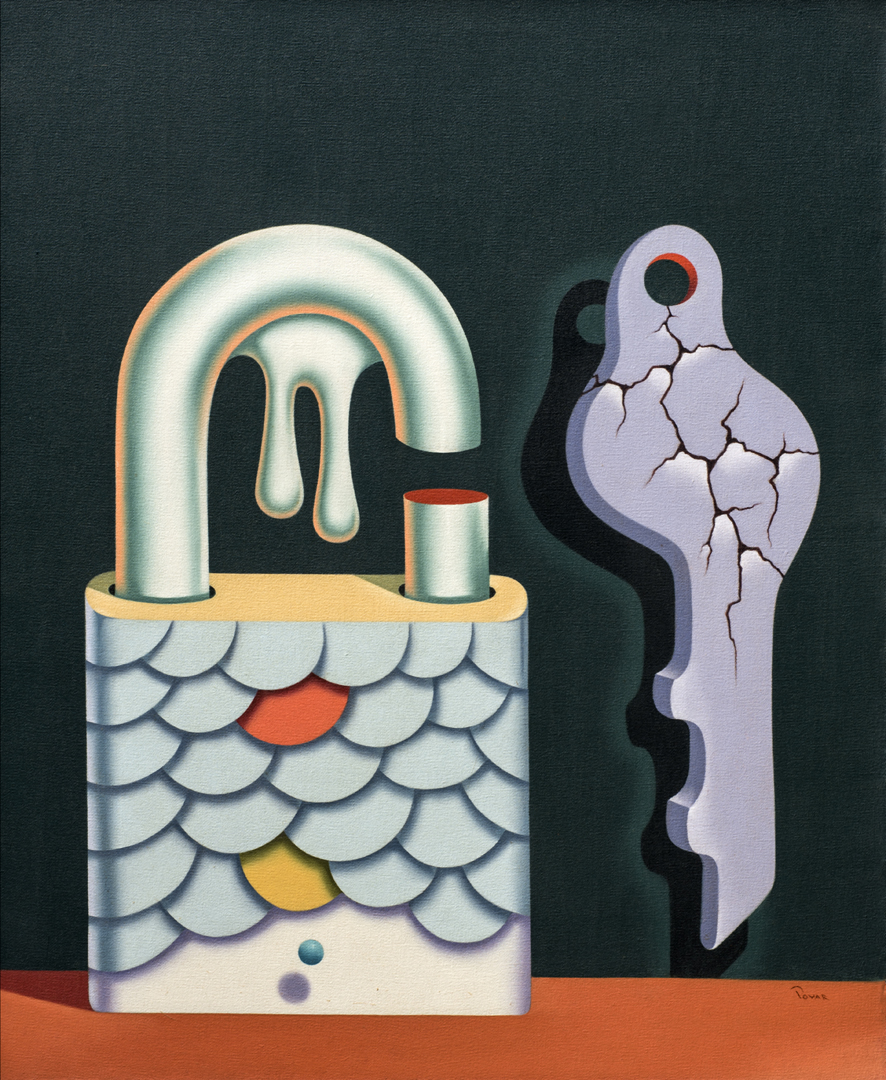
La faillite, 1994-1995  Óleo sobre lienzo 90 x 77 cm Colección Tovar Castillo